# Luke Tuckwell
Luke Tuckwell, né le 21 juin 2004 à Orange, est un coureur cycliste australien membre de l'équipe Red Bull-Bora-Hansgrohe Rookies.

## Biographie

### Carrière

#### 2022: premier contrat avec InForm TMX MAKE
Après s'être classé dans le top 10 des championnats d'Australie juniors sur la course en ligne et sur le contre-la-montre en 2021, il intègre la formation australienne InForm TMX MAKE. Déterminé à faire de bons résultats sur ses championnats nationaux, il ne parvient finalement pas à monter sur le podium de la course en ligne juniors, se classant 4e.

#### 2023: saison au Bathurst Cycling Club
Tuckwell rejoint une nouvelle équipe régionale pour la saison 2023. Il court principalement sur des courses australiennes jusqu'au mois d'août,, où il signe un contrat avec l'équipe britannique Trinity Racing avec effet immédiat. En décembre, il se classe 10e du Tour de Bright.

#### 2024: arrivée sur le circuit Continental chez Trinity Racing
Après ses championnats nationaux en janvier, Tuckwell s'élance en Irlande sur le Dornan Rás Mumhan. Il termine dans le top 3 des quatre premières étapes et remporte cette course. Ensuite, sur le Ronde de l'Isard, il termine 6e du général après de beaux résultats sur les étapes vallonnées de la course. Quelques jours plus tard, il termine à la cinquième place de la Flèche ardennaise. En juin, il prend le départ du Tour d'Italie espoirs et termine 10e du classement général, une performance « au-delà des attentes » du coureur de 19 ans. Ce résultat laisse présager de beaux résultats sur le Tour de l'Avenir en août ; il est malheureusement contraint à l'abandon dès la 4e étape.
En août 2024, il annonce rejoindre l'équipe Red Bull-Bora-Hansgrohe Rookies. 

#### 2025: Red Bull-Bora-Hansgrohe Rookies et révélation sur le Tour d'Italie espoirs
Tuckwell commence sa saison 2025 en Espagne avec l'équipe professionnelle sur le Challenge de Majorque, terminant 19e du Trofeo Serra Tramuntana. Il est cependant contraint à l'abandon en mars sur la Semaine internationale Coppi et Bartali après avoir été touché au genou. Rapidement rétabli dès le mois suivant, il termine 8e de Liège-Bastogne-Liège espoirs à 30 secondes du vainqueur. En juin, Tuckwell s'élance pour la deuxième fois sur le Giro Next Gen, en tant que co-leader avec Lorenzo Finn. Après un bon début de Giro qui lui permet d'intégrer le podium du classement provisoire, la 5e étape lui permet de prendre près de 2 minutes d'avance sur le reste des favoris et endosser le maillot de leader du général. Prenant ainsi le leadership de son équipe aux dépens de Finn. La veille de l'arrivée à Pignerol, il parvient à conserver son maillot rose à l'issue de l'étape reine pour seulement 11 secondes. Cependant, il concède une quinzaine de secondes sur Jakob Omrzel lors de l'étape finale et termine finalement deuxième du classement général.

## Palmarès sur route

### Par année
- 2024
  - Classement général du Dornan Rás Mumhan
- 2025
  - 2e du Tour d'Italie espoirs

## Classements mondiaux
| Année                                 | 2024  |
| ------------------------------------- | ----- |
| Classement mondial                    | 1692e |
|                                       |       |
| Légende : nc = non classéSource : UCI |       |